# The King's Letters
The King's Letters (en hangul 나랏말싸미, RR: Naranmalssami; lit. Lengua del País) es una película surcoreana de género histórico, estrenada el 24 de julio de 2019. Fue dirigida por Jo Chul-hyun, y protagonizada por Song Kang-ho, Park Hae-il, Jeon Mi-seon, Choi Deok-moon y Jung Hae-kyun. Ambientada a finales de la dinastía Joseon, muestra a Sejong el Grande y a Shin-mi como personajes principales en la creación del hangul.

## Argumento
A mediados del siglo XV d. C., el rey de Corea, Sejong el Grande, desea crear un sistema de escritura simple para que la población en general pueda alfabetizarse. Hasta este momento, el reino de Joseon ha estado usando caracteres chinos.
Sejong llama a un monje budista, Shinmi, y a sus compañeros monjes para desarrollar un nuevo alfabeto. Los monjes tienen un valor especial debido a su conocimiento del sánscrito y otros idiomas que utilizan sistemas de escritura fonética. Sejong promete construir un templo budista si los monjes logran la tarea. La reina Soheon es secretamente budista y da la bienvenida a los monjes al palacio. Debido a las tensiones entre los budistas y los confucianos dominantes, los sirvientes juran guardar el secreto y los monjes se disfrazan de eunucos de la corte.
El difícil proyecto empeora la frágil salud de Sejong, ya que padece de diabetes. Pierde la vista del ojo derecho y sus médicos le instan a evitar el estrés. El rey se traslada a un balneario en las montañas. En la ubicación remota, se somete a tratamientos para la vista mientras los monjes continúan trabajando en total secreto. Pronto completan el sistema de escritura, ahora conocido como Hangul o Chosŏn'gŭl.
El rey regresa al palacio y se enfrenta a la lucha por el poder entre budistas y confucianos. Ambos grupos quieren crédito por la creación del sistema de escritura dentro de un manual publicado. Los budistas esperan que Sejong mantenga su parte del trato. Los confucianos están desesperados por mantener su poder y mantenerse en buenos términos con China. El rey cede ante los confucianos y despide a los monjes budistas.
En el intento de reconciliar a Sejong y Shinmi, la reina se deja morir de hambre. Sejong está afligido y decide cumplir los últimos deseos de su esposa. Shinmi es llamado al palacio real y hay una reconciliación. El rey construye el templo budista prometido y Shinmi dirige un funeral de la difunta reina Soheon.
El rey Sejong señala que ha sido rey durante treinta años y dejará solo un libro como legado. Shinmi responde con una alegoría que sugiere que el único libro de Sejong tendrá un efecto incalculable en la sociedad coreana.

## Reparto
- Song Kang-ho como el rey Sejong el Grande.[3]
- Park Hae-il como el monje budista Shin-mi.[3]
- Jeon Mi-seon como la reina Sohun, esposa del rey Sejong.
- Choi Deok-moon como Jung In-ji.
- Nam Moon-chul como Choi Man-ri.
- Jung Hae-kyun como Go Yak-hae.
- Jung In-kyum como Kim-Moon.
- Kim Joon-hak como Moon-Jong, el hijo mayor de Sejong y Sohun.
- Cha Rae-hyung como Soo-Yang, segundo hijo de Sejong y Sohun.
- Yoon Jung-il como Ahn-Pyung, el tercer hijo de Sejong y Sohun.
- Kim Jun-han como el príncipe Moon Jong.
- Tang Joon-sang como Hak-Jo.
- Geum Sae-rok como Lee Jin-ah.
- Woo Ji-hyun como un erudito confuciano.
- Im Sung-jae como Hak-Yul.
- Oh Hyun-kyung como Noh-Seung.
- Park Dong-hyuk como Jung Chang-son.
- Song Sang-eun como Pyung-Nyu.

## Recepción y taquilla
La película fue vista por 958 775 espectadores y recaudó el equivalente a 6 600 621 dólares estadounidenses.
Las polémicas originadas por la película (ver a continuación) parecen haber tenido un impacto negativo en la taquilla, pues a la semana de su estreno podía contar con muchos menos espectadores que otras películas exhibidas en las mismas fechas.

### Polémicas
La película comienza con un subtítulo que dice: «Esta es solo una de las muchas teorías sobre la creación de Hunminjeongeum, y ha sido reconstruida con fines cinematográficos». A pesar de esta precaución, inmediatamente después de su estreno The King's Letters desató una gran cantidad de críticas por parte de espectadores que lamentaban la poca fidelidad histórica que mostraba la trama, y por la representación negativa del Sejong el Grande, que es una figura venerada en el país. A muchos enfureció ver cómo en la película el rey no crea él solo el alfabeto hangul, sino que se debe en gran parte al monje Shin-mi. Se llegó a pedir al Presidente de la República que la película no se proyectara en los cines ni se distribuyera al extranjero.

### Crítica cinematográfica
Para William Schwartz (HanCinema), el proyecto de esta película está mal elaborado, y solo las escenas relacionadas con el desarrollo del alfabeto coreano pueden ser destacadas: «hay tres ideas muy diferentes en juego en esta película. El primero es cómo se desarrolló el alfabeto coreano, el segundo es la presión política ejercida contra la idea de un alfabeto coreano y el tercero es sobre la familia del rey Sejong. Todas estas ideas están completamente en desacuerdo entre sí tonalmente y [...] simplemente se combinan para crear un lío horriblemente incómodo».

## Nominaciones
| Año  | Premio                  | Categoría                 | Candidato      | Resultado | Ref.   |
| ---- | ----------------------- | ------------------------- | -------------- | --------- | ------ |
| 2020 | 56.º Premios Grand Bell | Mejor vestuario           | Sim Hyeon-seop | Nominada  | [ 9 ]  |
| 2020 | 56.º Premios Grand Bell | Mejor dirección artística | Ryoo Seong-hee | Nominada  | [ 9 ]  |
| 2019 | 28.º Premios Buil Film  | Mejor dirección artística | Ryoo Seong-hee | Nominada  | [ 10 ] |